# Everhard von Altena
Everhard von Altena (* im 14. Jahrhundert; † im 14. Jahrhundert) war Domherr in Münster.

## Leben

### Herkunft und Familie
Everhard von Altena entstammte dem Grafengeschlecht von der Mark und wuchs als Sohn des Adolf II. von der Mark und dessen Gemahlin Margarete von Kleve zusammen mit seinen Geschwistern Engelbert (Regent der Grafschaft Mark), Adolf (Bischof von Münster und Erzbischof von Köln), Dietrich (Bischof von Lüttich), Mechtild (⚭ Eberhard von Isenburg-Grenzau), Margaret (⚭ Graf Johann I. von Nassau-Dillenburg) und Elisabeth (⚭ Gumprecht von Heppendorf) auf.

### Wirken
Everhard findet als Domherr zu Münster erstmals am 9. März 1321 urkundliche Erwähnung, als er das Versprechen gab, sich für eine spätere Präbendierung des Neffen des Domherrn Gottfried von Lüdinghausen einzusetzen. Am 27. Juli 1353 wird er als Propst des Kollegiatstifts Alter Dom genannt. Zusammen mit dem Kapitel beurkundete er am 13. September 1354 eine Stiftung zugunsten des Martinsaltars im Alten Dom. Die Quellenlage gibt über sein weiteres Wirken keinen Aufschluss.